# Глухов Михайло Іванович
Михайло Іванович Глухов (13 лютого 1893 — 13 березня 1947) — радянський воєначальник, генерал-лейтенант.

## Біографія
Народився 13 лютого 1893 року під м. Іваново Солдат першої світової війни. У 1916 році брав участь у Брусиловському прориві в районі Луцька. Учасник Громадянської війни в Росії, після закінчення якої командував батальйоном, полком (з 1928 року), дивізією (з 1931 року). Командир 26-го стрілецького корпусу (з 1938 року). Був безпідставно заарештований органами НКВС у березні 1938 року. В листопаді 1939 року з Михайла Івановича були зняті всі звинувачення. Після звільнення і до червня 1941 року був старшим викладачем Військової академії імені М. В. Фрунзе. З 1941 року на фронтах німецько-радянської війни на посадах начальника штабу 61-ї армії, командира 350-ї стрілецької дивізії, заступника командувача 13-ї армії, командира 76-го стрілецького корпусу. Відвойовував Київ. З 1945 року заступник командувача 3-тю гвардійською танковою армією. В повоєнний час командував (з 1947 року) 8-ю механізованою армією.
Мав орден Леніна, дві медалі.
Помер 13 березня 1947 року. Похований в Києві на Лук'янівському цвинтарі (ділянка № 17, ряд 3, місце 6).